# Micro-Star International

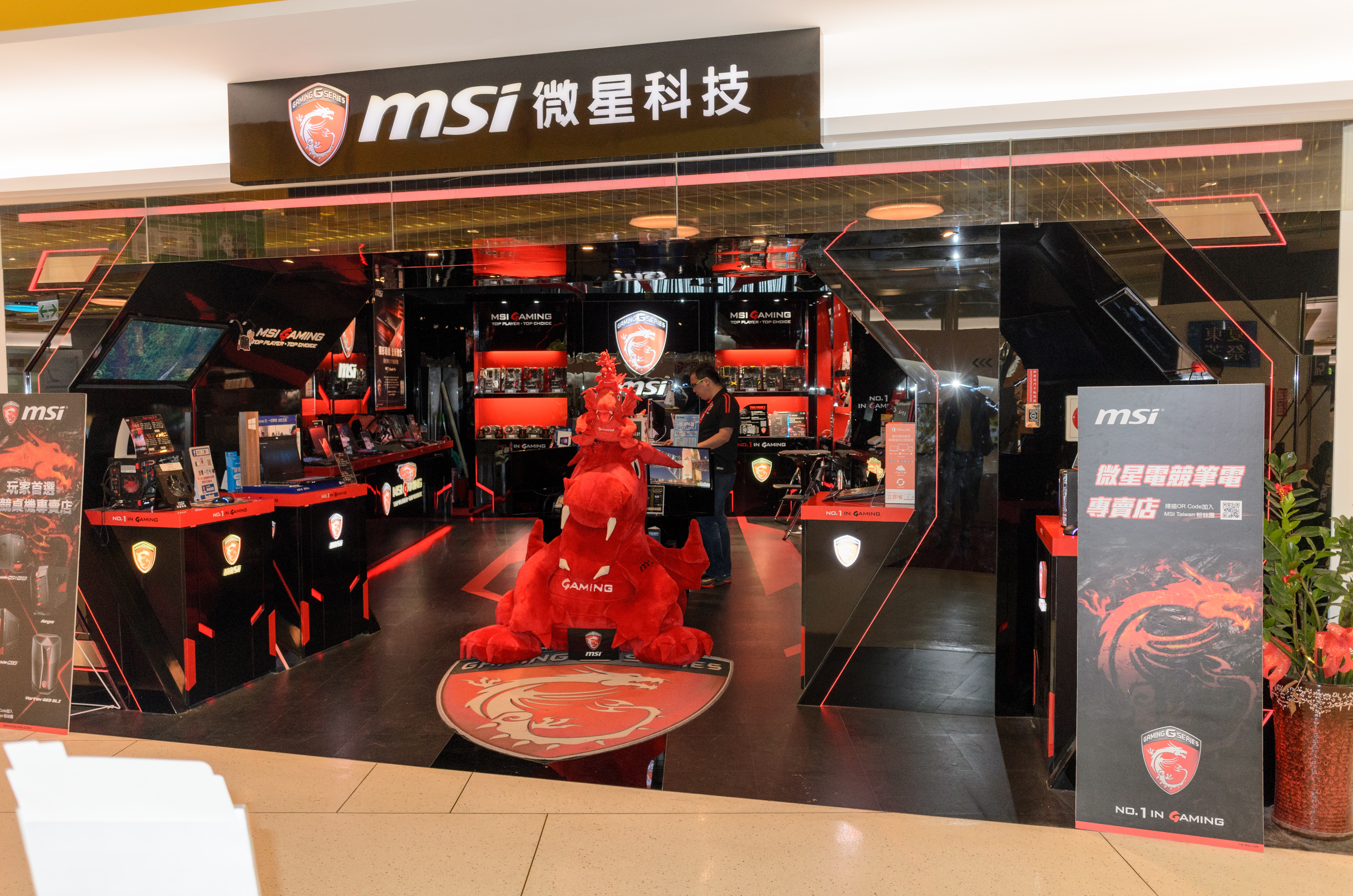
Winkel van MSI

Micro-Star International (MSI) is een Taiwanese producent van moederborden en andere computeronderdelen.
MSI werd in augustus 1986 opgericht door vijf werknemers. Ze richten zich vooral op het ontwikkelen van moederborden en grafische kaarten.

## Producten
- Notebooks
- Tablets
- All-in-One PC's
- Moederborden
- Grafische kaarten
- PC's
- Monitors